# Sizun
Sizun – miejscowość i gmina we Francji, w regionie Bretania, w departamencie Finistère. W 2013 roku populacja gminy wynosiła 2307 mieszkańców. Przez miejscowość przepływa rzeka Élorn. 